# Sylvia Chang
Sylvia Chang, chiń. 張艾嘉 (ur. 21 lipca 1953 w Dalin) – tajwańska aktorka, piosenkarka, reżyserka, scenarzystka i producentka filmowa. Jedna z czołowych postaci tajwańskiego kina.

## Życiorys
Karierę aktorską zaczęła w wieku 20 lat. Od lat 70. zdobywała za swoje role liczne azjatyckie nagrody filmowe. Zagrała łącznie w ponad stu produkcjach. Występowała zarówno w filmach akcji typu wuxia, np. Legenda gór (1979) Kinga Hu, jak i w kinie artystycznym spod znaku tajwańskiej nowej fali, np. Tego dnia na plaży (1983) Edwarda Yanga. W jej dorobku znajdziemy również takie tytuły, jak m.in. Jedz i pij, mężczyzno i kobieto (1994), Purpurowe skrzypce (1998), Ryżowa rapsodia (2004) czy Nawet góry przeminą (2015). Od 1981 roku zajmuje się także reżyserią i produkcją filmową.
Zasiadała w jury konkursu głównego na 42. MFF w Berlinie (1992) i 75. MFF w Wenecji (2018).